# نیداداولو
نیداداولو (به انگلیسی: Nidadavolu) یک منطقهٔ مسکونی در هند است که در Nidadavole mandal واقع شده‌است. نیداداولو ۲۰٫۳۶ کیلومتر مربع مساحت و ۴۳٬۸۰۹ نفر جمعیت دارد و ۱۲ متر بالاتر از سطح دریا واقع شده‌است.